# Relais 4 × 400 mètres féminin aux championnats du monde d'athlétisme 1991
Navigation
Rome 1987 Stuttgart 1993
L'épreuve du relais 4 × 400 mètres féminin des championnats du monde d'athlétisme 1991 s'est déroulée les 31 août et 1er septembre 1991 dans le Stade olympique national de Tokyo, au Japon. Elle est remportée par l'équipe d'URSS (Tatyana Ledovskaya, Lyudmila Dzhigalova, Olga Nazarova et Olga Bryzgina).

## Résultats

### Finale
| Rang               | Pays             | Athlètes                                                           | Temps         | Notes |
| ------------------ | ---------------- | ------------------------------------------------------------------ | ------------- | ----- |
| Médaille d'or      | Union soviétique | Tatyana Ledovskaya Lyudmila Dzhigalova Olga Nazarova Olga Bryzgina | 3 min 18 s 43 |       |
| Médaille d'argent  | États-Unis       | Rochelle Stevens Diane Dixon Jearl Miles-Clark Lillie Leatherwood  | 3 min 20 s 15 |       |
| Médaille de bronze | Allemagne        | Uta Rohländer Katrin Krabbe Christine Wachtel Grit Breuer          | 3 min 21 s 25 |       |
| 4                  | Royaume-Uni      | Lorraine Hanson Phylis Smith Sally Gunnell Linda Keough            | 3 min 22 s 01 |       |
| 5                  | Nigeria          | Fatima Yusuf Mary Onyali Airat Bakare Charity Opara                | 3 min 24 s 45 |       |
| 6                  | Canada           | Rosey Edeh Karen Clarke Cheryl Allen Charmaine Crooks              | 3 min 27 s 42 |       |
| 7                  | Espagne          | Julia Merino Blanca Lacambra Sandra Myers Gregoria Ferrer          | 3 min 27 s 57 |       |
| 8                  | Hongrie          | Edit Molnár Agnes Kozary Noémi Bátori Judit Forgács                | 3 min 29 s 07 |       |

## Légende
Records et Performances
- AR : Record continental (area record)
- CR : Record des championnats (championship record)
- MR : Record du meeting (meet record)
- NR : Record national (national record)
- OR : Record olympique (olympic record)
- PR : Record paralympique (paralympic record)
- PB : Record personnel (personal best)
- SB : Meilleure performance personnelle de la saison (season's best)
- WL : Meilleure performance mondiale de l'année (world leader)
- WJR : Record du monde junior (world junior record)
- WR : Record du monde (world record)

Circonstances et Conditions
- DNF : N'a pas terminé (did not finish)
- DNS : N'a pas pris le départ (did not start)
- DQ : Disqualification (disqualification)
- NM : Aucun essai valable enregistré (No Mark)
- Q : Qualifié « directement » au prochain tour (ou à la prochaine compétition), lors d'une compétition majeure, grâce au classement ou à la réalisation des minima (automatic qualifier)
- q : Qualifié au prochain tour (ou à la prochaine compétition), lors d'une compétition majeure, grâce au repêchage ou à la réalisation de l'une des meilleures performances parmi celles des « non qualifiés directement » (grâce au meilleur temps ou à la meilleure distance par exemple) (secondary qualifier)